# Mona di Orio
Mona di Orio (Nathalie di Orio) est une créatrice de parfums indépendante, née à Annecy (Haute-Savoie) le 16 juillet 1969 et décédée tragiquement à Nice le 9 décembre 2011. Elle est la cofondatrice de la marque de parfums qui porte son nom.

## Parcours
Diplômée des beaux-arts et en sciences et lettres du langage, Mona  Di Orio est passionnée par le parfum depuis l'enfance. À Cabris près de Grasse, durant seize années, elle s'initie à la création des parfums sous la conduite d'Edmond Roudnitska, le créateur, entre autres, de Diorissimo, de l’Eau sauvage des Parfums Christian Dior ainsi que de Femme de Rochas, de L'Eau d'Hermès, etc..
Elle fonde sa propre maison, qui porte son nom, en 2004, en s'associant avec le designer hollandais Jeroen Oude Sogtoen. Ses parfums sont conçus dans son laboratoire du Vieux-Nice et élaborés à Grasse en France, mais le siège social de son entreprise est à Amsterdam. Ses principaux parfums commercialisés sont :
- Lux[3],[4], Carnation[5],[4], et Nuit noire[6],[4] jusqu'en 2005 ;
- Oiro[7], Amyitis, Chamarré, Jabu jusqu'en 2009[2] ;
- la série des  Nombres d'or jusqu'en 2012[2] ;
- Tubéreuse, Musc, Ambre[8], Cuir[9], Vétyver, Vanille, OUD ainsi que Rose étoile de Hollande qui sortira neuf mois après sa disparition. Son associé édite en 2013, deux autres parfums inédits de Mona Di Orio Eau absolue et Violette fumée son parfum personnel[2].

D'autres parfums et bougies parfumées élaborés par Mona Di Orio ont également été édités sous d'autres marques.
Ses parfums se trouvent exclusivement en parfumerie de niche et dans de nombreux pays. Mona Di Orio a été consacrée « meilleur nez de l'année 2011 » pour la haute parfumerie.
Elle repose près de la rivière Amstel, au cimetière de Zorgvlied, au sud-est d'Amsterdam.